# Массовые волнения в копейской колонии № 6
Ма́ссовые волне́ния в копе́йской коло́нии № 6 — события, начавшиеся в ночь на 25 ноября 2012 года в колонии строгого режима № 6 города Копейска.
В последние выходные ноября 2012 года заключённые исправительной колонии № 6 в городе Копейске Челябинской области объявили голодовку и вывесили плакаты с просьбами о помощи. Собравшихся у стен колонии родственников зэков в ночь на 25-е ноября разогнал ОМОН, но они продолжали стоять на морозе и в последующие дни, требуя гарантий безопасности заключённых. Конфликт удалось уладить только 27 ноября, когда заключённые вышли на построение.
Член региональной общественной комиссии по правам заключённых Николай Щур подтвердил факты массовых поборов и применения пыток к заключённым.
После бунта на сотрудников колонии Копейска завели уголовное дело по 286-й статье УК РФ (превышение должностных полномочий), а более чем десяти лицам из числа заключённых и их родственников предъявлено обвинение по статьям 212 и 318 УК РФ («Участие в массовых беспорядках» и «Применение насилия к представителям власти»).